# Mr. Walsh Goes to Washington
Mr. Walsh Goes to Washington 1 & 2 is de een- en tweeëndertigste aflevering van het vierde seizoen van het tienerdrama Beverly Hills, 90210, die voor het eerst werden uitgezonden op 25 mei 1994. Dit is een dubbele aflevering.

## Verhaal
Donna, David, Kelly en Steve helpen met het opbouwen van het eindejaarsfeest, Mardi Gras, als zij zich klaarmaken om naar het ziekenhuis te gaan voor Andrea. Andrea ligt op de kraamafdeling, want haar kind komt eraan. Als het meisje wordt geboren, is ze te vroeg en weegt maar 100 gram daarom gaat ze meteen naar de bewakingsafdeling. Jesse licht de groep in en die willen graag de boreling zien maar dat kan nog niet. Aangezien Brandon vanavond naar Washington D.C. gaat mag hij naar Andrea toe. Andrea is erg zwak en baalt dat ze het kind nog niet mag zien. Op de vraag hoelang ze moet blijven, antwoordt ze dat ze net zo lang blijft als het kind moet blijven. Het kind blijft in leven en Andrea ziet de toekomst steeds beter in en ze noemt het meisje Hannah. Kelly komt op bezoek en bespreekt met haar dat ze gevoelens heeft voor Brandon. Andrea zegt dat ze ervoor moet gaan en hem op moet zoeken in Washington.
Dylan en Kevin zijn op Jims kantoor bij een vergadering van mogelijke investeerders, Kevin kan moeilijk zijn gedachte erbij houden omdat hij binnen een korte tijd gaat trouwen. 
Op de bruiloft praten Dylan en Kevin over hun plan en opperen het idee om dit in eigen beheer te doen. Als Dylan dit vertelt aan Jim wordt deze boos en zegt tegen Dylan dat hij niet meer zijn geld wil beheren en ontslaat hem als klant, tot opluchting van Dylan. Als al het geld van Dylan op zijn rekening staat stort hij het meteen over naar een rekening waar hij en Kevin bij kunnen. Nadat Dylan de bank verlaat gaat Kevin terug en neemt al het geld op. Kevin en Suzanne zijn dan rijk en willen het land uitvluchten. Op het vliegveld doet Erica moeilijk dat ze geen afscheid heeft kunnen nemen van Dylan en wil dan naar de wc, daar schrijft ze een briefje voor Dylan en plakt dit op de deur zodat dit iemand kan vinden en Dylan inlichten waar ze naartoe gaan.
Donna en David werken samen op het Mardi Gras en Donna baalt ervan dat Ariel de hele tijd Davids aandacht op eist. Ze wordt een beetje jaloers. Steve komt een oude bekende tegen, Celeste. Tot zijn verbazing is zij daar met John, de oude vijand van Steve. Steve probeert Celeste te waarschuwen voor John maar zij denkt dat Steve handelt uit jaloersheid. Steve is doelwit in een spel op het Mardi Gras en John speelt de hele tijd tegen hem om hem te sarren. In één spel mogen ze tegen Steve opnemen op een balk boven een modderbad, daar moeten ze dan vechten met een grote knuppel en dan de tegenstander eraf slaan. John wil vechten tegen Steve en maken een weddenschap, als John wint dan moet Steve weg bij het KEG-huis en als Steve wint dan moet John Celeste opgeven. Het gevecht begint en gaat gelijk op, ondertussen lichten de dames Celeste in hoe John is en spreken een plan af. De dames gaan naar het gevecht en roepen Johns naam en trekken hun trui omhoog. John is dan zo afgeleid dat hij de modder ingaat, zo Steve wint het gevecht. Steve en Celeste praten bij en spreken af om in de zomer met elkaar op te trekken. Als Babyface zijn spullen komt installeren merken ze dat de keyboard speler er niet is en vragen David om in te vallen. Hij is zeer verrast maar gaat het toch doen. Ariel is zeer blij voor hem en laat dat ook merken, dit tot grote ergernis van Donna. Na Mardi Gras is Donna David aan het zoeken en vindt hem uiteindelijk in een limousine waar hij achterin zit, als Donna ook instapt ziet zij ook Ariel zitten die haar kleren aan trekt. Donna snapt meteen wat er gebeurd is en loopt overstuur weg. Later zijn Donna en David bij haar thuis en dan hoort ze dat dit niet de eerste keer was en ze maakt de relatie uit.
Brenda neemt afscheid van Roy die teruggaat naar New York. Roy vraagt naar de plannen van Brenda voor de zomer, hij vraagt of ze zin heeft om een zomercursus te volgen op de Royal Academy of Dramatic Art in Londen. Deze cursus is hoog aangeschreven dus ze heeft er wel oren naar. Ze vraagt wat bedenktijd. Haar ouders zijn zo trots op Brandon dat zij dit ook wil en daarom besluit ze naar Londen te gaan om een grote ster te worden. Ze licht Dylan in van haar plan en vraagt zijn zegen. Dylan zal haar missen maar laat haar gaan.
Brandon komt aan in Washington en krijgt meteen een verrassing te verwerken, Clare is daar ook en als dit niet genoeg is ziet hij ook Lucinda lopen. De twee dames hebben allebei interesse in Brandon en flirten er allebei flink op los. Na een poosje kat en muis gespeeld te hebben besluit Brandon een andere kamer te vragen. Daar krijgt hij een goede nachtrust, als hij wakker wordt klopt er iemand op de deur. Het is Kelly en Brandon is daar zeer verrast en blij over. Ze besluiten samen de dag door te brengen.
n.b. Dit is de laatste aflevering van Brenda Walsh

## Rolverdeling
- Jason Priestley - Brandon Walsh
- Shannen Doherty - Brenda Walsh
- Jennie Garth - Kelly Taylor
- Ian Ziering - Steve Sanders
- Gabrielle Carteris - Andrea Zuckerman
- Luke Perry - Dylan McKay
- Brian Austin Green - David Silver
- Tori Spelling - Donna Martin
- Carol Potter - Cindy Walsh
- James Eckhouse - Jim Walsh
- Mark D. Espinoza - Jesse Vasquez
- Joe E. Tata - Nat Bussichio
- Kathleen Robertson - Clare Arnold
- Noley Thornton - Erica McKay
- Kerrie Keane - Suzanne Steele
- Nicholas Pryor - Milton Arnold
- David Hayward - Kevin Weaver
- Cress Williams - D'Shawn Hardell
- Dina Meyer - Lucinda Nicholson
- Jennifer Grant - Celeste Lundy
- Ryan Thomas Brown - Morton Muntz
- Paul Johansson - John Sears
- William S. Taylor - Decaan Trimple
- Kari Wuhrer Ariel Hunter
- Jason Carter - Roy Randolph
- Kenny "Babyface" Edmonds - Hemzelf
- Tom Biehn - Bill Clinton